# Жених (сказка)
«Жени́х» — произведение А. С. Пушкина, созданное 30 июля 1825 года. Опубликовано в «Московском вестнике», 1827 г. Сказка написана балладной строфой. По мнению литературоведов, источником для создания сказки «Жених» послужила сказка братьев Гримм «Жених-разбойник». Однако, А. С. Пушкин переделал сказку на русский лад, придал ей характерный русский народный стиль, изменил некоторые детали.

## Сюжет
Главная героиня сказки - купеческая дочь Наташа -  на три дня пропадает из дома. За время своего отсутствия она заходит в уединённую лесную избушку, где становится невольной свидетельницей жестокого убийства. Прячась за печкой, она видит, как в избушку вошли двенадцать молодых мужчин, и с ними была девушка. Внезапно молодые люди начинают жестоко издеваться над девушкой:
"А старший брат свой нож берёт,
Присвистывая точит;
Глядит на девицу-красу,
И вдруг хватает за косу,
Злодей девицу губит,
Ей праву руку рубит"
Этим "старшим" и был жених Наташи. Во время свадебного пира Наташа решает изобличить убийцу. Она рассказывает о событиях преступления, выдавая их за сон, дабы усыпить бдительность жениха. Тот отшучивается, но Наташа достаёт и бросает на стол улику - кольцо с отрубленной руки девушки. 
«Она глядит ему в лицо.
«А это с чьей руки кольцо?»
Вдруг молвила невеста,
И все привстали с места.
Кольцо катится и звенит,
Жених дрожит бледнея»
Гости понимают, что перед ними преступник, который не должен уйти от возмездия. Его осуждают на смертную казнь.